# Daniel D. Tompkins
Daniel D. Tompkins (21 tháng 6 năm 1774 – 5 tháng 11 năm 1825) là một nhà chính trị gia. Ông là Thống đốc bang New York thứ 4 từ năm 1807 để 1817 và là thứ sáu Phó Tổng thống của Hoa Kỳ từ 1817 để 1825.